# Paludomus ajanensis
Paludomus ajanensis là một loài ốc nước ngọt nhiệt đới với một nắp, là động vật chân bụng sống dưới nước động vật thân mềm trong họ Thiaridae.
Nơi sống tự nhiên của chúng là sông. Nó bị đe dọa do mất nơi sống.
Nó sống ở Seychelles.